# Joan Melchior Kemper
Joan Melchior Kemper (Amsterdam, 26 april 1776 – Leiden, 20 juli 1824) was een Nederlands jurist, letterkundige en politicus. Hij was hoogleraar in de rechtsgeleerdheid op diverse Nederlandse universiteiten en was betrokken bij de Omwenteling van 1813, die een einde maakte aan het Franse Keizerrijk in Nederland en het startpunt was voor een onafhankelijk Nederland na deze periode.
Kemper verkreeg zijn scholing in Amsterdam en nadat hij doctor in de rechten was geworden werd hij achtereenvolgens hoogleraar te Harderwijk, Amsterdam en Leiden. In deze jaren was hij ook in het politieke debat betrokken door middel van letterkundige bijdrages waarin hij de toenemende Franse invloed aan de kaak stelde. De actieve politieke carrière van Kemper zou pas in 1813 beginnen. In dat jaar was hij betrokken bij de Omwenteling waar hij een belangrijke rol in speelde. Zo was Kemper tijdens de Omwenteling commissaris-generaal in Amsterdam en stelde hij de proclamatie van 2 december op voor de latere koning Willem I. Na 1813 zou hij betrokken zijn bij diverse commissies en was hij zelf voorzitter van de commissie die belast was met het schrijven van een nieuw Burgerlijk Wetboek. Tussen 1817 en 1824 was Kemper lid van de Tweede Kamer waar hij tot de meer onafhankelijke Kamerleden behoorde.

## Afkomst en familie
De grootvader van Joan Melchior Kemper, Philip Kemper, was afkomstig uit het Westfaalse Gütersloh. Deze Kemper stond in 1749 ingeschreven als poorter van de stad Amsterdam waar hij een jaar eerder was getrouwd met Anna Maria Sophia Voortmeyer. De vader van Joan Melchior Kemper was commissionair en zeehandelaar Joan Hendrik Kemper; zijn moeder was Elizabeth Becker. Zijn beide ouders overleden toen Kemper acht jaar was. Samen met zijn jongere broer en zus werd hij door zijn grootmoeder van moederszijde in Haarlem opgevoed.

## Biografie

### Scholing
Kemper verkreeg zijn scholing aan de Latijnse School in Amsterdam, waar rector Richeus van Ommeren in het klaslokaal een warm pleitbezorger was van de Franse Revolutie. Tot zijn klasgenoten behoorden onder anderen Anton Reinhard Falck, David Jacob van Lennep en Jeronimo de Vries. Na de Latijnse school ging Kemper studeren aan het Athenaeum Illustre en hier kreeg hij les van Hendrik Constantijn Cras, Jean Henri van Swinden en Daniël Wyttenbach. Ook zijn vrienden Falck en Van Lennep gingen naar het Athenaeum, waar Kemper daarnaast bevriend raakte met Matthijs Siegenbeek en Robert Hendrik Arntzenius.

### Bataafse revolutie

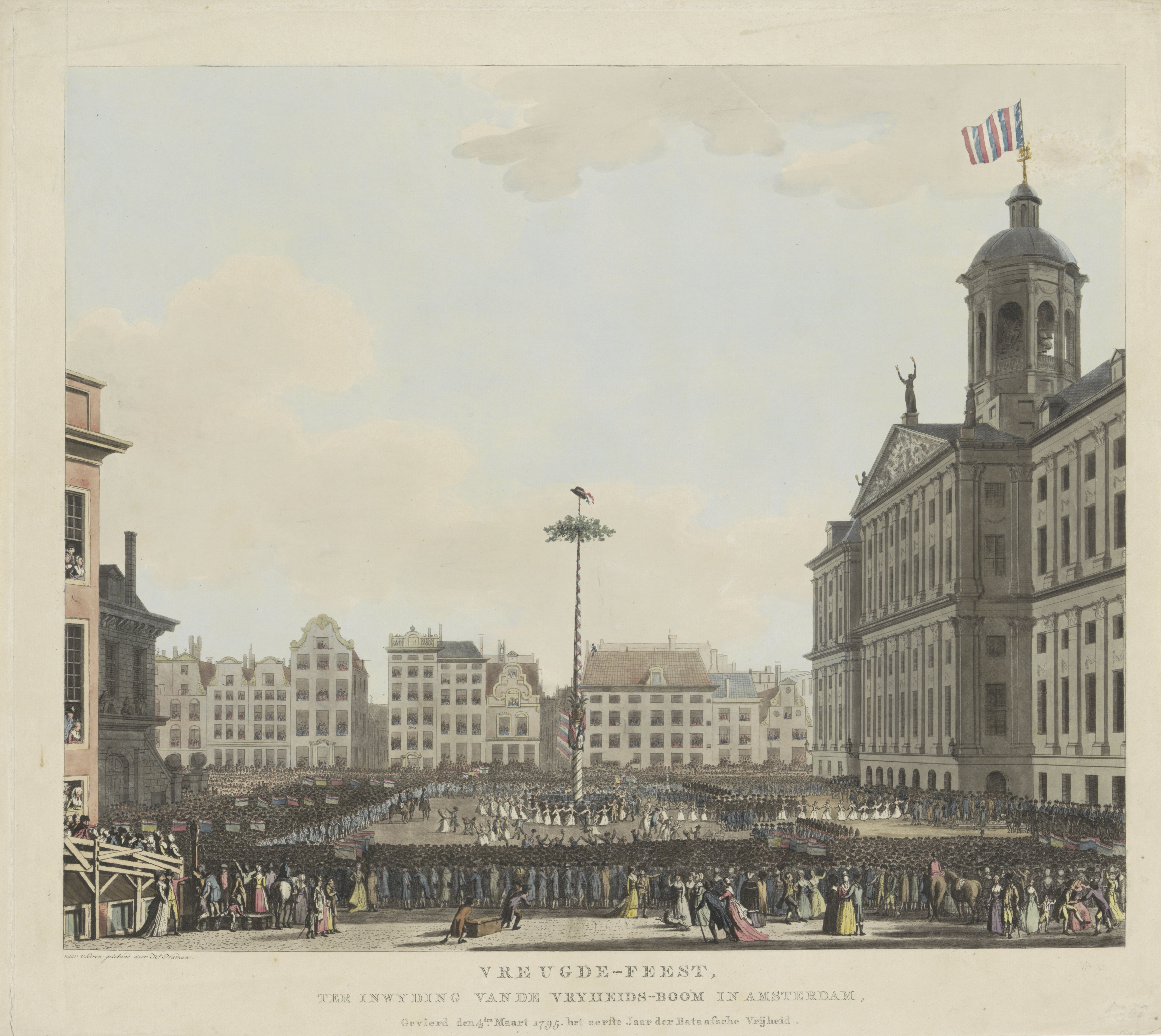
Het Feest der Vrijheid rond de Vrijheidsboom op de Dam op 4 maart 1795, vervaardigd door Hermanus Numan.

In het voorjaar van 1795 liet Kemper zich verkiezen tot student-afgevaardigde van het Athenaeum Illustre, tegelijk met Falck en Verburg. Het drietal stelde een verzoek op aan het Revolutionaire Comité van Amsterdam om deel te nemen aan de parade die de vrijheidsboom naar de Dam zou brengen. Deze boom stond symbool voor de vernieuwde maatschappij van na de Franse Revolutie. In hun verzoek was te lezen dat ze hoopten op een gunstig oordeel, want de tijd was immers voorbij "waarin men iemands Rechten alleen na de willekeurige Privilegiën van den een of andere dwingeland beoordeelde". Het comité wees het verzoek beleefd af.
Kemper trad toe tot de schutterij waar hij de rang van luitenant kreeg. Toen hij na de onlusten van mei 1796 een verklaring van onvoorwaardelijke gehoorzaamheid moest ondertekenen, weigerde hij en bood zijn ontslag aan. Hierop sloot de commandant van de schutterij hem op in de Jan Roodenpoortstoren. Nadat Kemper zijn zaak bepleitte bij de gemeenteraad liet deze hem vrij. Historicus Bart Verheijen rekent Kemper tot de groep van ware republikeinen; een groep die van mening was dat de revolutie van 1798 niet ver genoeg was doorgezet en dat de revolutie van 1795 was vergiftigd door "baantjesjagers".

### Wetenschappelijke en literaire carrière

#### Jaren in Harderwijk
Op 10 oktober 1796 verdedigde Kemper zijn dissertatie, Disputatio de Jurisconsultorum Romanorum principio: quod contra bonos mores fiat, id jure ratum esse non oportere (Nederlands: Over het principe van de Romeinse juristen: wat in strijd is met de goede zeden, heeft geen gezag van wet) en studeerde hij af in de rechtsgeleerdheid. Aansluitend behaalde Kemper de academische graad van doctor in de rechtsgeleerdheid aan de Universiteit Leiden. Hij vestigde zich als advocaat in Amsterdam en kwam bekend te staan als een gematigde patriot. Zo fungeerde hij als secretaris van het gematigd-Bataafs genootschap Voor Vrijheid en Orde. In januari 1798 kwam er een radicaal bewind onder leiding van Pieter Vreede aan de macht en door Kempers gematigde opstelling weigerde de Universiteit van Harderwijk hem tot hoogleraar te benoemen. Nadat in juni 1798 een gematigd bewind aan de macht kwam stelde de universiteit hem alsnog aan.

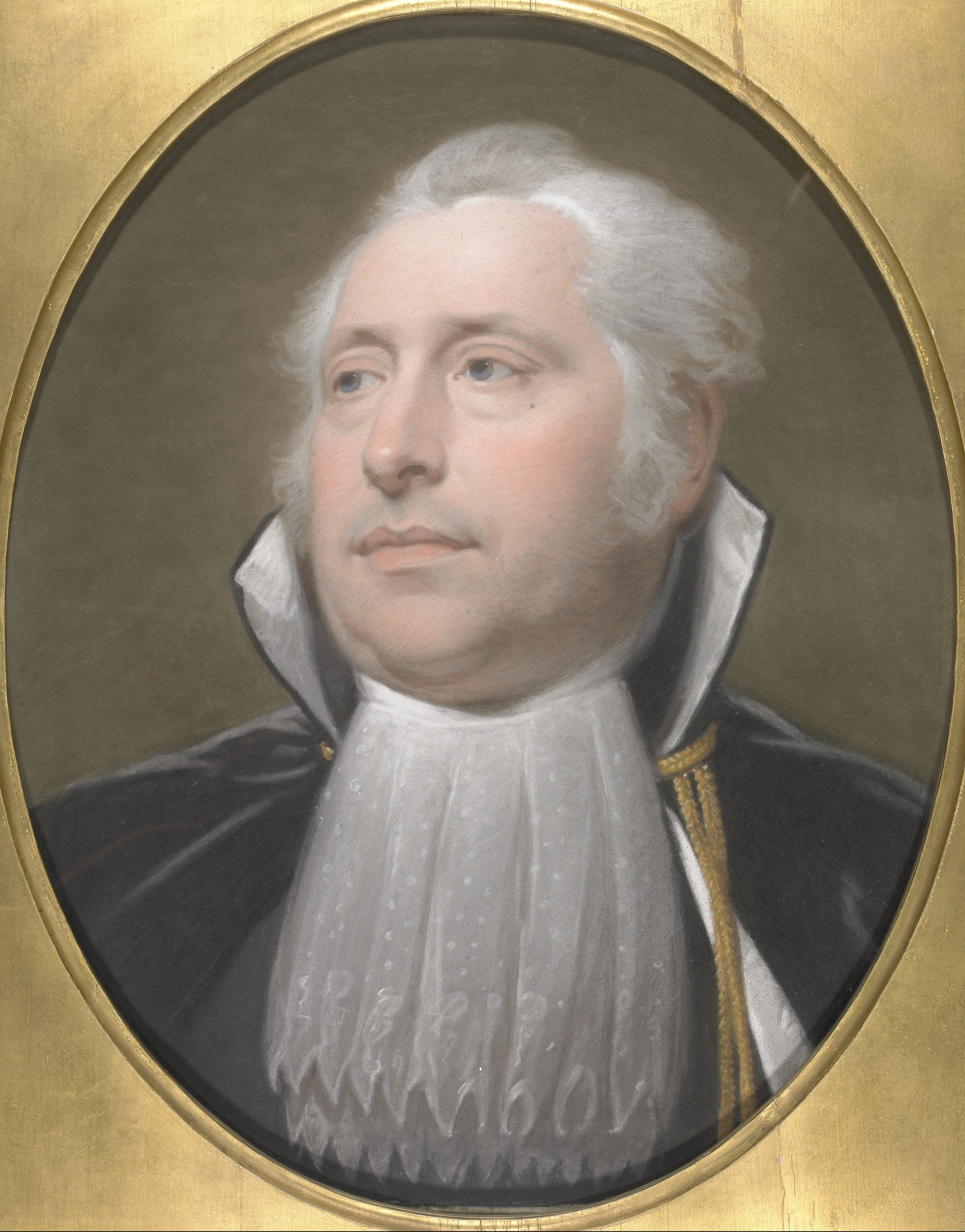
Rutger Jan Schimmelpenninck, geportretteerd door Charles Howard Hodges.

Ook na 1798 bleef Kemper zich roeren in het politieke debat. Zo ergerde hij zich aan de toenemende Franse invloed in Nederland. Samen met Samuel Iperusz. Wiselius pakte hij in 1803 de pen op in een anoniem verschenen gedicht, om zich uit te spreken tegen de annexatie van Vlissingen door de Franse Republiek. Hij liet zich een jaar later kritisch uit, onder een pseudoniem, over de kroning van Napoleon Bonaparte. Bij het aantreden van Rutger Jan Schimmelpenninck zwaaide Kemper samen met enkele andere dichters de nieuwe raadpensionaris lof toe. Volgens Kemper en de anderen verdiende Schimmelpenninck deze lof, omdat hij zorgde voor verlichting van de natie en de vereniging van de natie tegen de Fransen. Neerlandica Lotte Jensen deelt Kemper in bij een brede middengroep van vaderlandslievende letterkundigen, en deze omschrijft ze als "oud-patriotten die hun idealen gedwarsboomd zagen door de komst van een Franse monarch." Tot deze groep behoorden ook Rhijnvis Feith en Cornelis Loots.
Kemper protesteerde vervolgens tegen de verheffing van Lodewijk Napoleon tot koning van Holland. Zo pleitte hij voor een referendum waarin het Nederlandse volk zich kon uitspreken over het invoeren van de monarchie. Net zoals andere dichters luchtte Kemper zijn gedachten hierover in het weekblad De Ster dat in juni 1806 werd verboden. Een pamflet waarin hij zich keerde tegen de benoeming van Lodewijk Napoleon leidde ertoe dat vanuit Franse zijde werd aangedrongen op vervolging. Drukker Jan ten Brink werd opgepakt om de naam van de schrijver prijs te geven, maar de drukker bezweek niet waardoor Kemper buiten schot bleef. Uiteindelijk besloot de procureur-generaal dat er geen reden was tot vervolging.
Tijdens zijn jaren in Harderwijk heeft Kemper tot tweemaal toe een hoogleraarschap in een andere stad geweigerd. In 1802 weigerde hij een aanbieding uit Groningen en drie jaar later bedankte hij voor de aangeboden positie aan de Universiteit van Franeker. Zijn voormalige leermeester Cras deed hem naar Amsterdam terugkeren.

#### Periode in Amsterdam
In 1806 verkreeg Kemper de positie van hoogleraar aan het Athenaeum Illustre in Amsterdam. Twee jaar later volgde de benoeming tot lid van de Koninklijk Instituut van Wetenschappen, Letterkunde en Schoone Kunsten. Kemper matigde zijn kritiek op het gezag maar bleef literair actief; zo was hij betrokken bij het tijdschrift De Recensent der Recensenten. Als hoogleraar bekleedde hij de stoel van burgerlijk recht. Tijdens Kempers periode in Amsterdam werkte koning Lodewijk Napoleon aan de codificatie van het recht in zijn koninkrijk. Hierover merkte Kemper op dat hijzelf een voorstander was van een wetboek dat "aan de vaderlandsche wetgeving die eenparigheid, standvastigheid en volledigheid geven zou", zodat het Romeinse recht afgeschaft zou kunnen worden. Kemper behield zijn positie in Amsterdam drie jaar. 

#### Leidse tijd

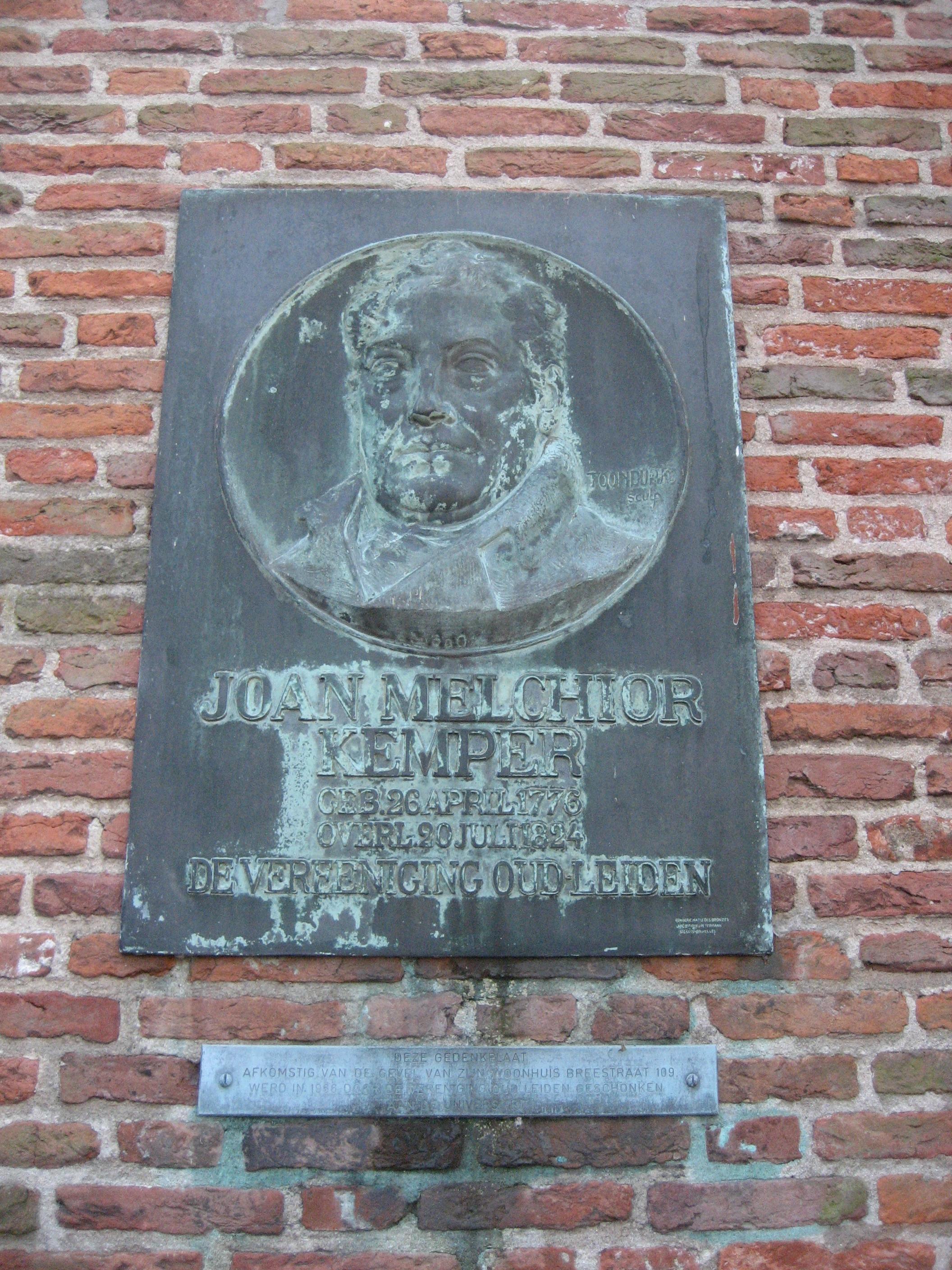
Herdenkingsplaquette voor Kemper in Leiden bij het Gravensteen

In 1809 stelde de Universiteit Leiden hem aan tot de opvolger van Frederik Willem Pestel. Aldaar werd hij hoogleraar in het natuur-, staats- en volkenrecht, en van de staatkundige geschiedenis van Europa vanaf Maximiliaan I. In Leiden groeide Kemper uit tot een prominent geleerde met veel maatschappelijk gezag. Na de Inlijving van Nederland bij Frankrijk trad hij meer op de voorgrond. In februari 1810 hield hij een voordracht bij de Hollandsche Maatschappij van Fraaije Kunsten en Wetenschappen over de Oranjegezinde dichter Onno Zwier van Haren waar hij de "liefde voor het Vaderland en afkeer voor vreemde overheersching probeerde op te wekken." Door deze toespraak kwam Kemper in contact met de kleinzoon van Van Haren, Gijsbert Karel van Hogendorp.
Kemper nam in zijn colleges, die onder zijn studenten hoog stonden aangeschreven, openlijk een anti-Franse houding aan. Toen hij in 1812 doceerde over de staatkundige geschiedenis van Frankrijk wees hij zijn studenten op de illegale wijze waarop Napoleon Nederland in handen had gekregen. Hij werd er door een Franse collega van beschuldigd dat hij studenten van raad voorzag die strijdig was met "de onderworpenheid die zij jegens de Keizer dienden te betrachten." Kempers anti-Franse houding haalden de Leidse studenten aan in een van hun liederen:

Ja, eer wordt Kemper fransgezind
en voor geen student te min,
eer wij 't ontgroenen laten.

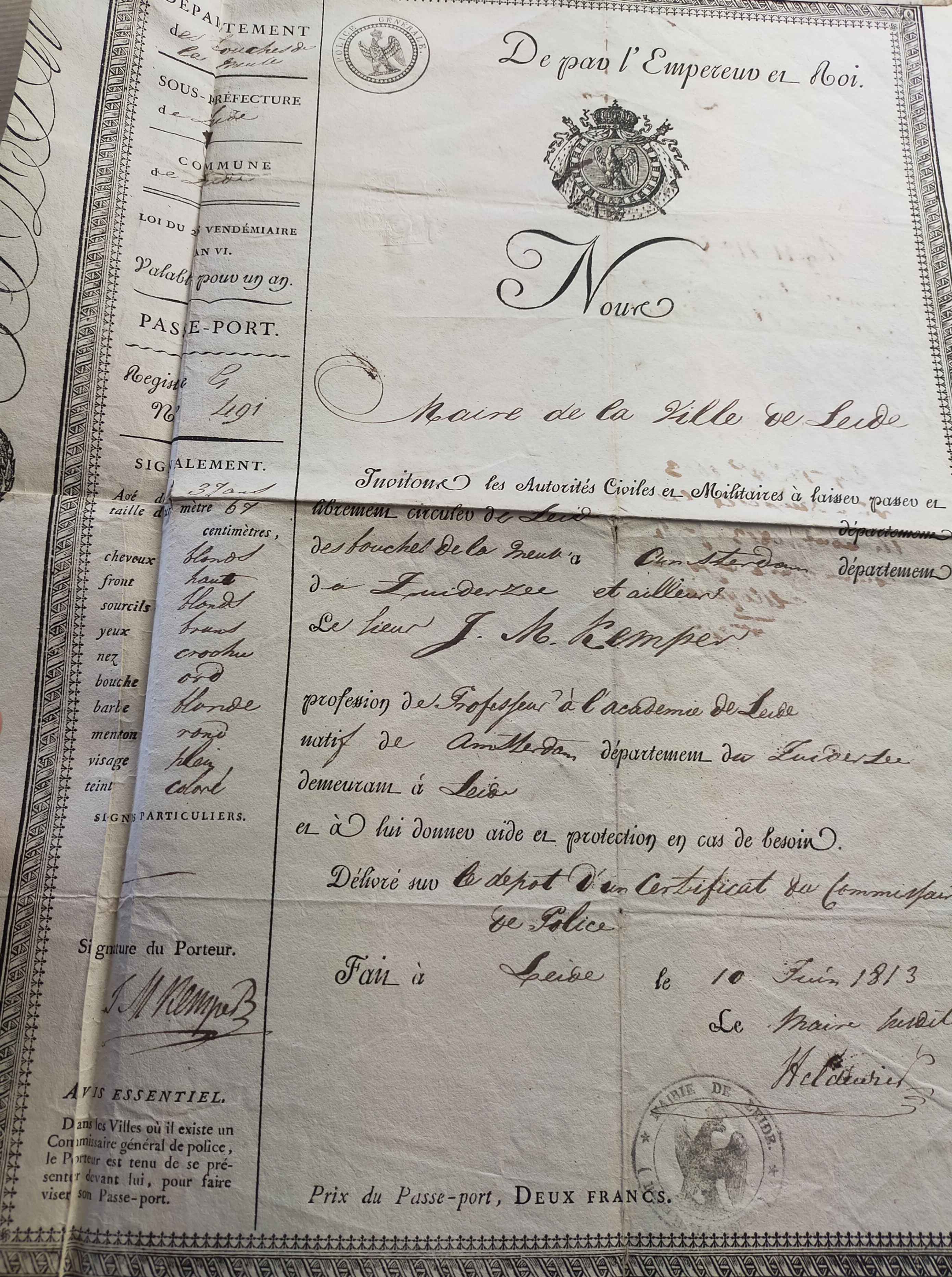
Het Franse paspoort van Joan Melchior Kemper, uitgegeven in 1813.

Toen in 1812 de fatale afloop van de Veldtocht van Napoleon naar Rusland bekend raakte, ontstond de gedachte dat er weleens een einde zou kunnen komen aan de band tussen Nederland en Frankrijk. Kemper was lid van het Vrijdagsgezelschap en naast hem waren daar onder meer zijn oude vriend Falck en Maurits Cornelis van Hall lid. Dit gezelschap zag zich als een vrijplaats voor kritische, politieke gedachtewisselingen. Kemper had zo zijn ideeën over wat er met Nederland moest gebeuren als het zijn onafhankelijkheid verkreeg. Met Falck correspondeerde hij over de terugkeer van het Huis Oranje-Nassau, met een constitutie en instellingen voor de uitvoerende, wetgevende en rechtsprekende macht.
Ook in 1813 bleef Kemper zich uitspreken tegen de Franse dwingelandij. Zo vergeleek hij de invoering van de gardes d'honneur, een legerkorps waarvoor de jongemannen van de hoogste standen werden opgeroepen, met slavernij en diskwalificeerde hij de uitvoering van de dienstplicht als een tirannie van de prefecten. Gouverneur-generaal Lebrun waarschuwde hem dat hij met deze uitspraken een gevangenisstraf riskeerde. In het voorjaar van 1813 kwam de plattelandsbevolking van Alphen aan den Rijn in opstand tegen de dienstplicht waarbij de oproerlingen de stad Leiden wisten te bereiken. Kemper keurde de acties van de lokale bevolking, ondanks zijn anti-Franse houding, af.

### Omwenteling van 1813

#### Den Haag en Leiden

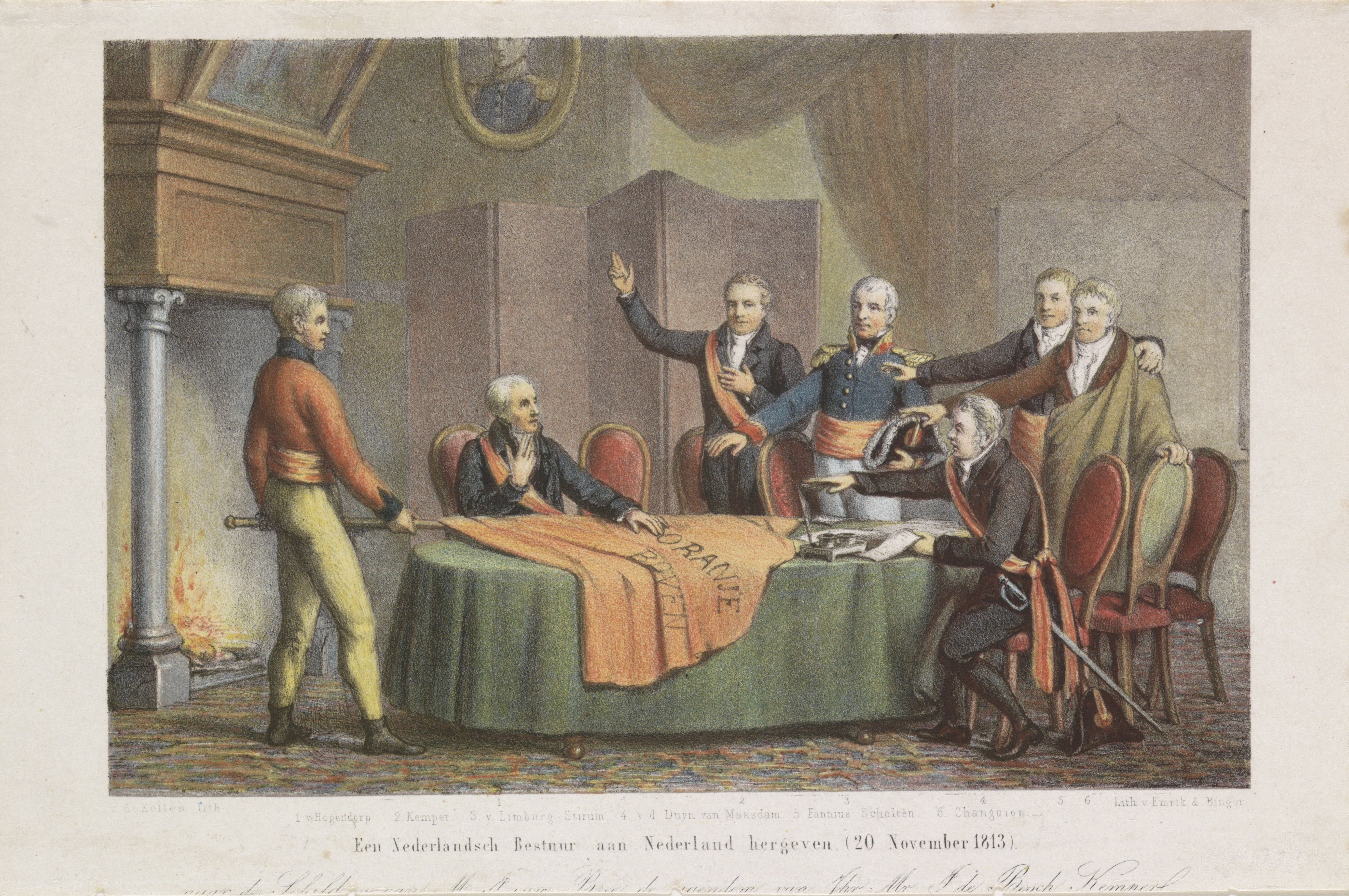
"Een Nederlandsch Bestuur aan Nederland hergeven". Rechts van de tafel staat Kemper samen met Fannius Scholten. De prent is vervaardigd door David van der Kellen.

Na de Slag bij Leipzig trokken de geallieerde legers op richting Frankrijk. Weldra doken er Russische kozakken op aan de grens van het ingelijfde Nederland en dit leidde vanaf 9 november 1813 tot het vertrek van de Franse functionarissen. Ook uit Den Haag vertrokken de gezagsdragers en in het machtsvacuüm dat daar ontstond trad Gijsbert Karel van Hogendorp naar voren. Van Hogendorp wilde een situatie van regeringloosheid vermijden en wilde daarom een voorlopige regering (Algemeen Bestuur) vormen. Hij riep een vergadering van oud-regenten bijeen en in deze vergadering sprak hij uit dat hij wilde terugkeren naar het confederale stelsel van voor 1795 met een Oranje als koning. Falck, die bij deze vergadering aanwezig was, wees dit van de hand omdat naar zijn mening alle partijen vertegenwoordigd dienden te zijn en zo'n voorstel in Amsterdam ook niet goedgekeurd zou worden. Na afloop van de vergadering bezocht Falck Kemper.
Kemper bracht daarop een bezoek aan Van Hogendorp en hij steunde hem in het vormen van een Algemeen Bestuur, maar oefende kritiek uit op het plakkaat dat Van Hogendorp eerder had uitgevaardigd. Deze was klaarblijkelijk ontvankelijk voor de kritiek en Kemper werd uitgenodigd voor het tweede overleg, dat op 20 november plaatsvond. Voor deze bijeenkomst werden ook mensen uitgenodigd die na 1795 een functie hadden bekleed. Toch wist Van Hogendorp ook dit gemêleerde gezelschap niet te overtuigen van zijn plannen. Diezelfde dag nog besloten de zes tot het installeren van het Algemeen Bestuur, dat ging bestaan uit Van Hogendorp en Frans Adam van der Duyn van Maasdam, terwijl Falck werd benoemd tot algemeen secretaris.
De woonstad van Kemper, Leiden, schaarde zich aanvankelijk niet aan de zijde van het Algemeen Bestuur. Deze aarzeling kwam voort uit angst voor een terugkeer van de Fransen, die nog aanwezig waren in Utrecht. Het Algemeen Bestuur stuurde daarom Kemper naar het Leidse stadsbestuur om druk uit te oefenen om toch overstag te gaan. Hij kreeg dit met enige moeite voor elkaar en daarop werden de leden van het stadsbestuur ontslagen van hun eed aan de Franse keizer. In de gemeenteraad die na dit ontslag werd samengesteld nam Kemper zitting.

#### Amsterdam en Utrecht

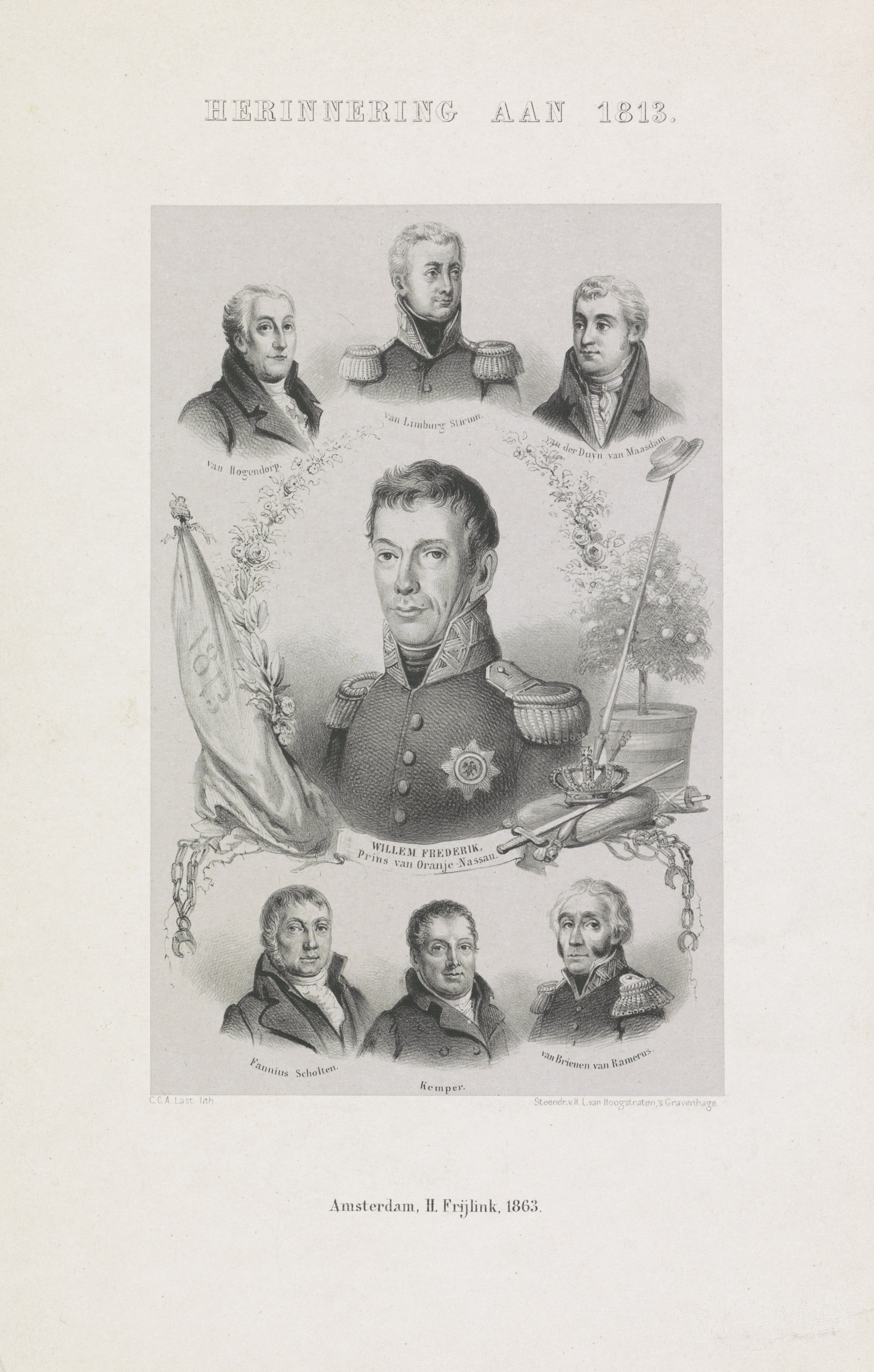
"Herinnering aan de komst van de soevereine vorst", met centraal onderin Kemper. Prent van Carel Christiaan Anthony Last.

Na het vertrek van de Fransen uit Amsterdam was daar een provisioneel bestuur gevormd, maar tot teleurstelling van Van Hogendorp weigerde het bestuur zich aan te sluiten bij het Algemeen Bestuur. In plaats daarvan koos het voor neutraliteit en richtte het zich op het handhaven van orde en rust in afwachting van de komst van de geallieerde troepen. Kemper werd samen met de Amsterdamse advocaat Cornelis Anthony Fannius Scholten aangesteld tot commissaris-generaal met de taak om "Amsterdam en andere Noord-Hollandse steden" zo ver te krijgen dat ze het Algemeen Bestuur zouden erkennen. Het tweetal kwam in de avond van 23 november aan in de stad. Zij beraadslaagden met Van Hall en het werd duidelijk dat de volgende dag beslissend zou zijn. Falck had het plan een coup te plegen, mocht het stadsbestuur niet toegeven. Hij hoefde echter niet in actie te komen; Kemper en Fannius Scholten slaagden er op 24 november in de Amsterdamse bestuurders te overtuigen, daarbij geholpen door het bericht dat de kozakken zich bij de Muiderpoort hadden gemeld.
Op 30 november arriveerde de prins van Oranje, Willem Frederik, in Nederland. Kort na zijn aankomst maakten Falck en de Engelse ambassadeur de Oranjeprins duidelijk dat hij naar Amsterdam moest afreizen om zijn aantreden te bezegelen. In voorbereiding op zijn komst schreef Kemper een proclamatie waarin hij schreef: "Het is geen Willem de Zesde, (...) Het is Willem de Eerste, die als Souverein Vorst, naar den wensch der Nederlanden onder het volk optreedt". Een dag later, op 2 december, arriveerde Willem Frederik in Amsterdam. Kemper schreef de proclamatie waarin de nieuwe vorst de soevereiniteit accepteerde: "ik aanvaarde wat Nederland mij aanbiedt; maar ik aanvaarde het ook alleen onder waarborging eener wijze Constitutie, welke uwe vrijheid tegen de volgende misbruiken verzekert". Historicus Wilfried Uitterhoeve noemde dit Kempers finest hour. Met zijn proclamaties doorbrak Kemper de politieke impasse rondom het kiezen van de nieuwe staatsvorm.
Falck machtigde de commissarissen-generaal van Amsterdam op 2 december om ook op te treden in Utrecht. Deze stad was een onafhankelijke koers van het Algemeen Bestuur ingeslagen en Kemper vertrok de volgende dag naar Utrecht. Hij rondde zijn opdracht op 5 december af en de soevereine vorst ontsloeg het zittende stadsbestuur van Utrecht. Een dag eerder had Kemper om zijn ontslag gevraagd als commissaris-generaal, omdat hij wilde terugkeren naar zijn positie in Leiden. Op 14 december 1813 keurde de vorst zijn ontslagaanvraag goed en keerde hij terug naar Leiden. Vanwege zijn verdiensten verhief de koning Kemper in de adelstand met het predicaat jonkheer en verkreeg hij de rang van commandeur in de Orde van de Nederlandse Leeuw.

### Rectoraat

Portret van Joan Melchior Kemper in de Senaatskamer van het Leidse academiegebouw, geschilderd door Ezechiel Davidson.

Nadat Willem I aan de macht was gekomen werd Sebald Justinus Brugmans, rector van de Universiteit Leiden, ontslagen vanwege de prominente rol die hij tijdens de Inlijving had gespeeld. Kemper behoorde tot de mensen die dit ontslag bekritiseerden. Degene die Brugmans moest opvolgen was Kemper zelf en hij accepteerde de benoeming pas nadat Brugmans hier zelf om verzocht had. In de periode dat hij rector was, vierde de universiteit op 6 november 1815 haar herstel als universiteit en ter gelegenheid hiervan hield Kemper een toespraak.
Toen Napoleon terugkeerde van Elba formeerde een groep studenten in Leiden een compagnie Vrijwillige Jagers en Kemper riep hen op om het "laatste overschot dier verachterlijken horden" uit te roeien. De compagnie vertrok op 13 juli 1815 om zich bij het leger van prins Frederik te voegen, maar zou niet in actie komen. In 1816 volgde Joannes van Voorst Kemper op als rector. Tot Kempers studenten in Leiden behoorden onder meer de latere staatsmannen Dirk Donker Curtius, Guillaume Groen van Prinsterer, Jacobus Mattheüs de Kempenaer en Johan Rudolph Thorbecke.

### Codificatie van het jonge koninkrijk
Nog in 1813 vormde de nieuwe soeverein vorst een commissie die een nieuwe grondwet voor het land moest gaan schrijven. Het was de wens van Willem I dat alle leden van de commissie in het bestuur werkzaam waren geweest. Kemper werd niet in de commissie benoemd; het ontbrak hem aan praktische bestuurservaring en daarnaast zal zijn democratische overtuiging in zijn nadeel hebben gewerkt. Kemper had zelf de nodige bedenkingen bij de commissie en haar werkzaamheden. Hij besprak zijn bedenkingen met Willem I, maar dat leidde niet tot resultaat. Kemper maakte vervolgens namens het departement Monden van de Maas deel uit van de Vergadering van Notabelen.

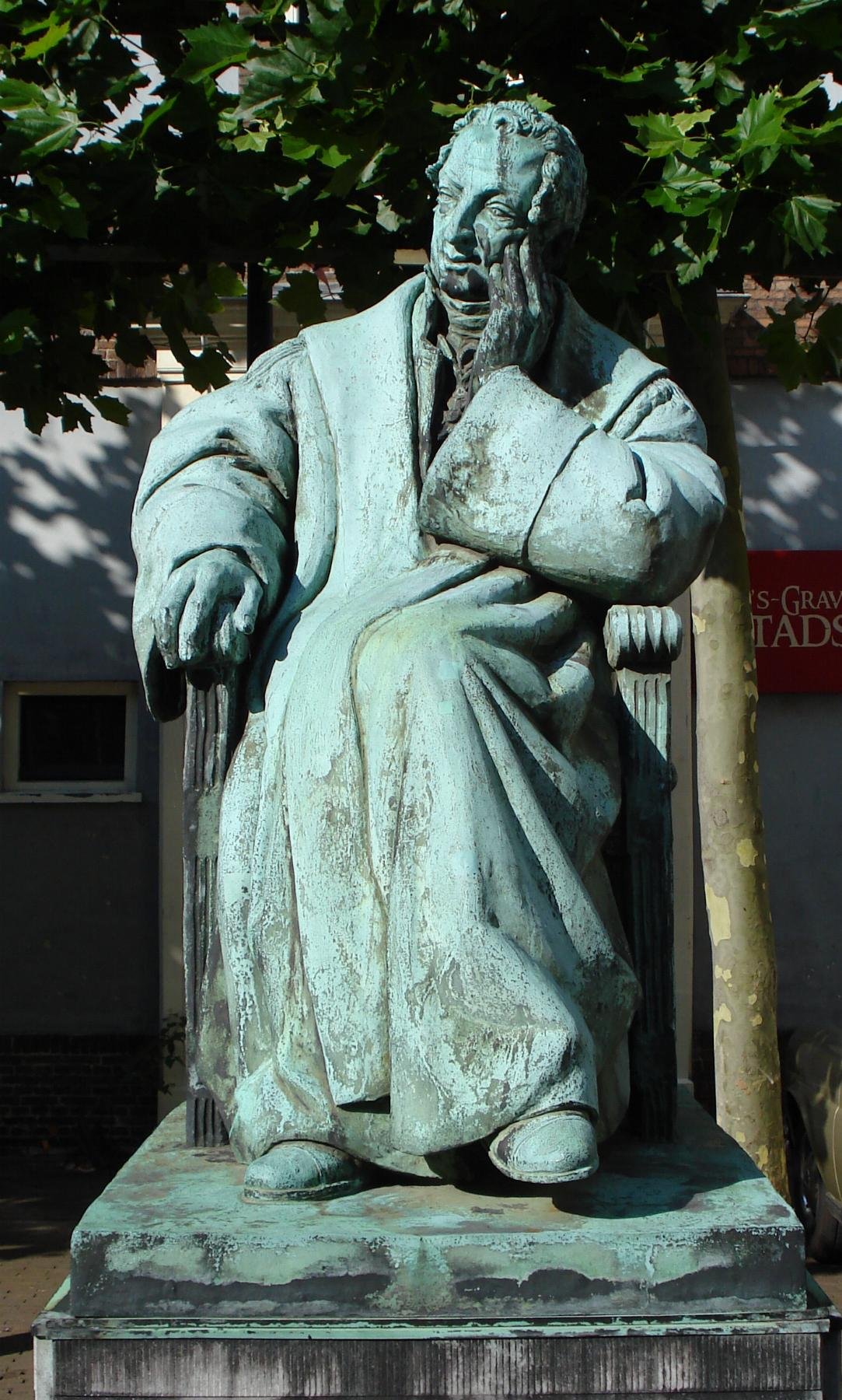
Standbeeld van Joan Melchior Kemper bij de Hoge Raad in Den Haag.

Willem I stelde Kemper wel aan tot de voorzitter van de commissie die een nieuw Burgerlijk Wetboek moest schrijven. Kemper was van mening dat er een compleet nieuw wetboek moest worden opgesteld, een die gebaseerd was op Nederlandse wetgeving. Dat kwam niet overeen met de werkwijze van de commissie die de Franse Code Civil als uitgangspunt had genomen. De commissie kon zich niet vinden in het standpunt van haar voorzitter, maar Kemper vond een gewilliger oor bij Willem I die de commissie meer tijd gaf om tot een voorstel te komen. Hierdoor kreeg Kemper de mogelijkheid om een schets voor het wetboek te maken, maar toen hij deze af had wees de commissie de schets af omdat die onhaalbaar zou zijn.
Per koninklijk besluit deelde Willem I op 23 december 1814 mee dat hij een "oorspronkelijk Nederlandsch" wetboek wenste. In de maand erop werd de commissie vervangen en alleen Kemper bleef in functie. Na de samenvoeging van de Noordelijke en Zuidelijke Nederlanden eisten de Zuid-Nederlanders dat een nieuwe commissie werd ingesteld met evenveel Zuid- als Noord-Nederlanders, en dat de commissie moest terugkeren naar de Code Civil. Naar deze bezwaren werd niet geluisterd. De Franse invloed op de wetgeving in Zuidelijke Nederlanden moest volgens Kemper en de vorst worden teruggedrongen. Kemper schreef dan ook: "‘evenals Cato ten aanzien van Carthago te zeggen: weg met de Code Napoléon, weg met een vreemd wetboek".
Kemper maakte ook deel uit van de commissie die onder voorzitterschap van Frans Adam van der Duyn van Maasdam werd belast met het schrijven van een nieuwe regeling voor het hoger onderwijs. Hier maakte Kemper zich sterk voor het behoud van Latijn als taal van het hoger onderwijs. Het werk van deze commissie leidde tot het Organiek Besluit 1815.

### Kamerlidmaatschap en laatste jaren
Bij zijn aantreden in de Tweede Kamer in 1817 was Kemper een van de onafhankelijke Kamerleden. Hij was verkozen omdat hij persoonlijk wilde deelnemen aan de debatten over het door hem ontworpen Burgerlijk Wetboek. Samen met mensen als Van Hogendorp en Van Hall behoorde Kemper tot de representanten van het "Hollands liberalisme". De aanhangers van deze vorm van liberalisme baseerden hun staatkundige ideeën op denkbeelden uit de achttiende eeuw; ze geloofden in een laissez faire en volgden Montesquieu in zijn idee dat de hoge burgerij en de adel een specifieke rol hadden als corps intermédiaire (een bovenklasse tussen de staat en het individu). Centraal in het politieke denken van Kemper ten tijde van de Omwenteling en tijdens zijn periode in he Kamer stond het idee van nationale samenwerking zonder partijschap.

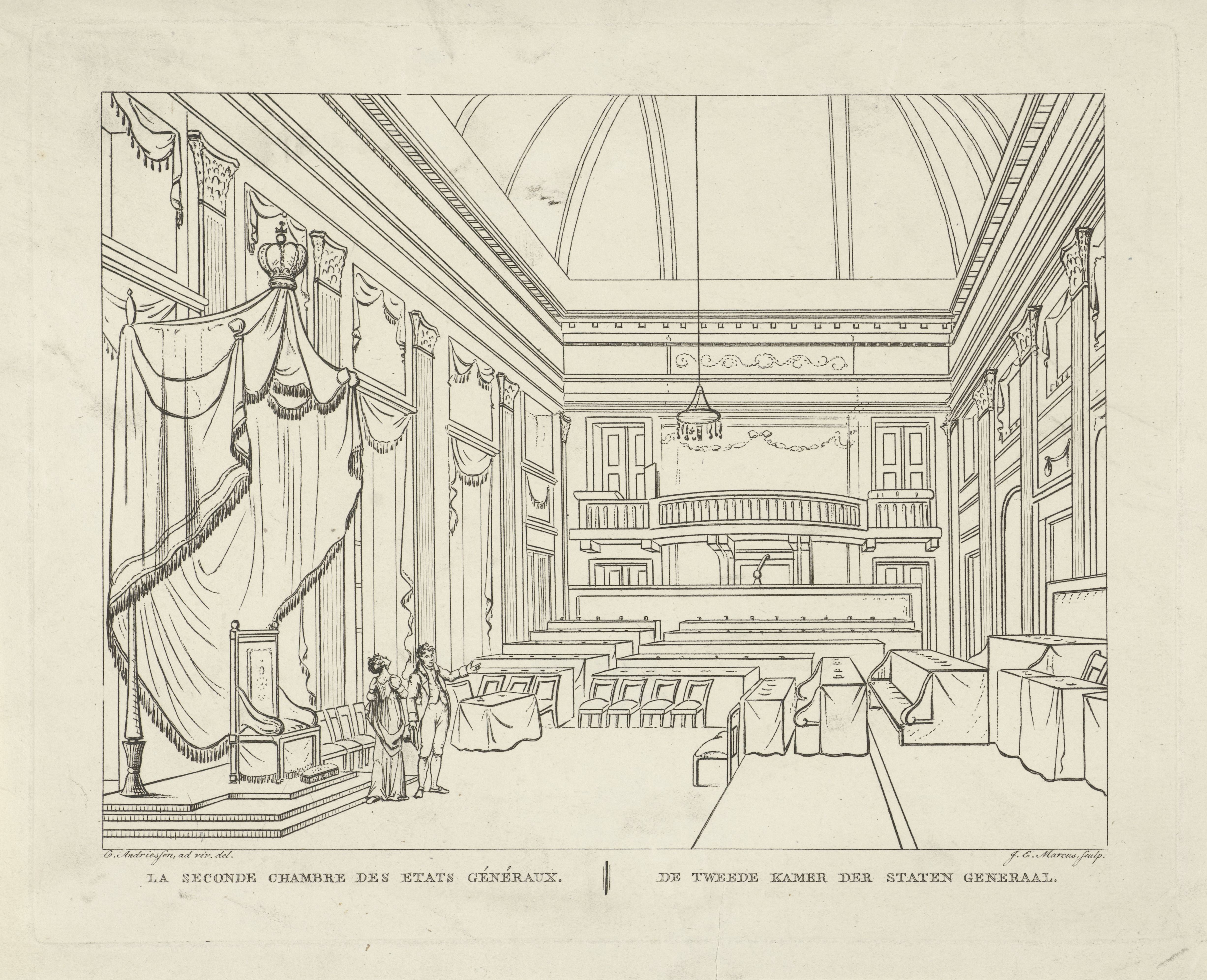
Het interieur van de Tweede Kamer in het begin van de negentiende eeuw

Kemper weigerde in 1818 een benoeming tot de Raad van State, omdat hij daarvoor zijn professoraat zou moeten opgeven.
Bij de tienjarige begrotingsbehandeling in 1819 behoorde Kemper tot de groep van Noord-Nederlandse Kamerleden die kritiek hadden op de voorgestelde begroting. Uiteindelijk stemde hij er toch mee in omdat hij meende dat het afkeuren van de begroting tegen de grondwet was. Hij liet duidelijk zijn stem horen bij de beraadslagingen over de indirecte belastingen. Hier merkte hij bij op dat het toenmalige belastingsysteem een oneerlijke verdeling van de lasten in zich droeg en uitte vervolgens zijn kritiek richting de regering: "...bij het tegenwoordige is het [enkel] begunstiging van de nationale industrie door bezwaar en prohibitie."
Pas in het zittingsjaar 1820-1821 kwam de behandeling van het door Kemper ontworpen Burgerlijk Wetboek op de agenda van de Kamer. Er was direct kritiek op het voorstel en de Staten van Luik vroegen voorafgaand aan de behandeling aan de koning om de bestaande Franse wetgeving tot grondslag voor het wetboek te nemen. Sommige andere Zuid-Nederlandse staten deden hetzelfde verzoek. Tijdens de behandeling voerden de Zuid-Nederlandse afgevaardigden een felle oppositie en kreeg Kemper van de Noord-Nederlandse parlementariërs weinig steun. Hierop trok de regering het ontwerp terug.
Kemper viel in de Tweede Kamer op door zijn kundige en soms scherpe commentaar, en door de manier waarop hij zijn mening naar voren bracht. Journalist Elias Carel d'Engelbronner noemde hem vanwege zijn welsprekendheid "den Nederlandschen Cicero of Brougham." Kemper bleef kamerlid tot zijn overlijden in 1824. Hij werd begraven in de Leidse Pieterskerk. Hendrik Cock volgde hem in Leiden op als hoogleraar natuur-, staats-, volken- en strafrecht.

## Nagedachtenis

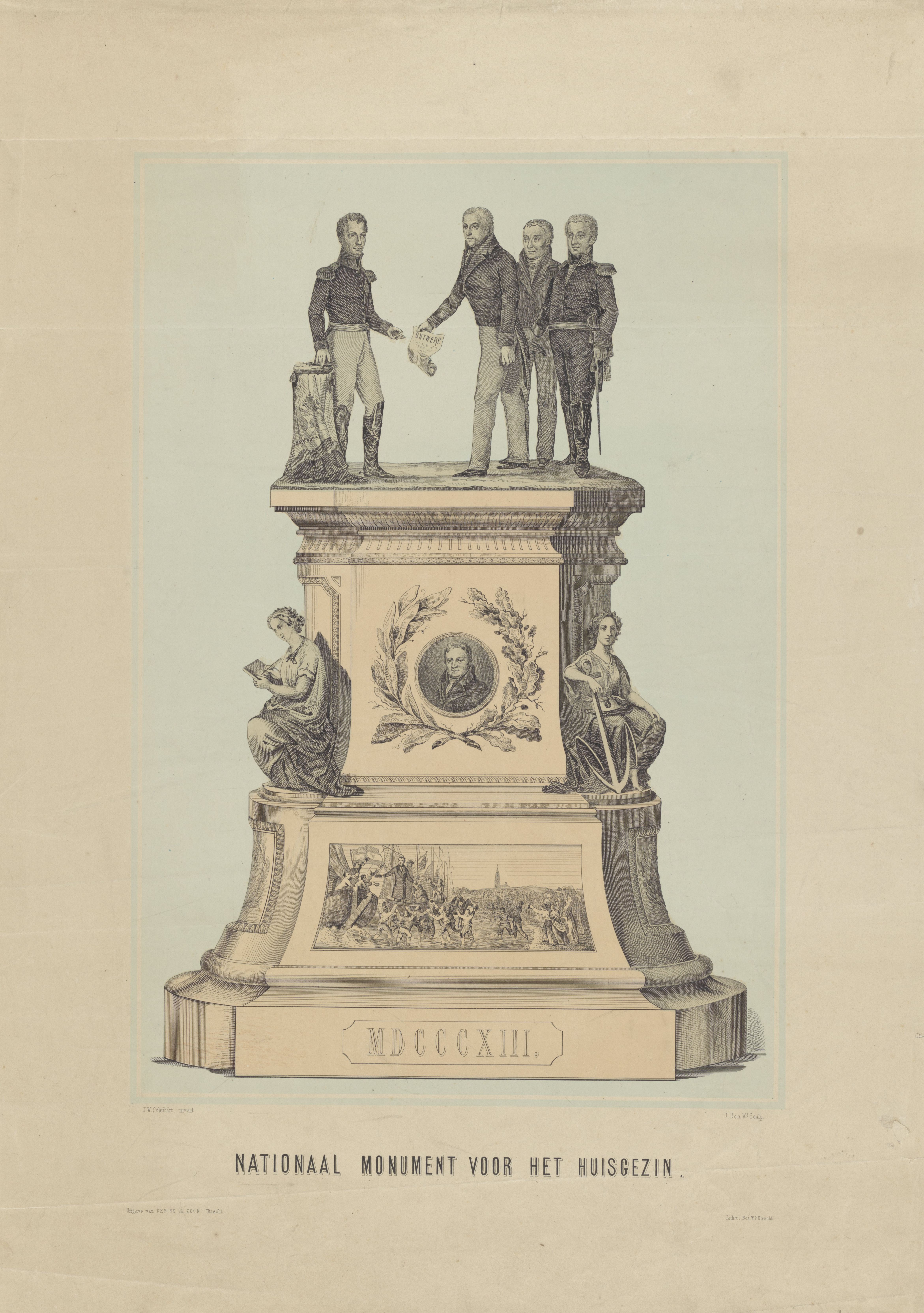
Gedenkplaat bij 50 jaar onafhankelijkheid met middenin de krans een afbeelding van Kemper.

### Monumenten
Na het overlijden van Kemper werd een herdenkingsbijeenkomst georganiseerd in het Amsterdamse Felix Meritis. Enkele sprekers memoreerden de rol die Kemper had gespeeld tijdens de Omwenteling van 1813. De herdenking werd luister bijgezet door een zangkoor. In de ogen van veel tijdgenoten maakte Kemper deel uit van een groep "elder statesmen" die zich vanaf het eerste uur van de bevrijding sterk hadden gemaakt voor een onafhankelijk Nederland. Elf jaar na Kempers dood, op 30 mei 1835, onthulden vrienden en bekenden zijn grafmonument in de Pieterskerk. Drijvende krachten achter de totstandkoming van dit monument waren zijn oud-studenten Jacobus Mattheüs de Kempenaer en Johan Theodoor Hendrik Nedermeyer van Rosenthal. Het ontwerp voor het monument was van de hand van David Pièrre Giottino Humbert de Superville. Bij de onthulling hield zijn voormalig collega Johannes van der Palm een voordracht waarin hij Kemper een "Redder en Weldoener des Vaderlands" noemde.
Tijdens de ontwerpfase van het Nationaal Monument Plein 1813 was er sprake van dat Kemper en Falck samen met het Driemanschap van 1813 op een tafereel afgebeeld zouden worden, maar door amendering van de Hoofdcommissie van de herdenking van 1863 werd dit aangepast. Op het uiteindelijke monument wordt Kempers naam genoemd op een van de plaquettes.
Bij de honderdjarige herdenking van de onafhankelijkheid van 1813 in Leiden onthulde het Hoofdcomité Plan 1913 een plaquette ter ere van Kemper bij diens woonhuis aan de Breestraat. De bronzen gedenkplaat was ontworpen door Toon Dupuis. Later is de plaquette verhuisd naar het Gravensteen. In 1938 vervaardigde beeldhouwer Oswald Wenckebach een standbeeld van Kemper voor het gebouw van de Hoge Raad. Bij de verhuizing van de Hoge Raad in 1988 verhuisde het standbeeld mee naar de Kazernestraat en sinds 2016 staat het voor de nieuwbouw van de Hoge Raad aan het Lange Voorhout.

### Historische waardering
In 1913 verscheen de eerste, en enige, biografie over Kemper van de hand van historica Johanna W.A. Naber en zij beklemtoonde dat het Kempers verdienste was geweest dat de onderneming van Van Hogendorp in november 1813 niet mislukte. Tijdgenoot van Naber en historicus Herman Theodoor Colenbrander noemde Kemper slechts als iemand met "een goede pen". Honderd jaar later stelde historicus Wilfried Uitterhoeve dat "Kempers zelfstandige optreden een langdurige chaos voorkomen had."

## Familie

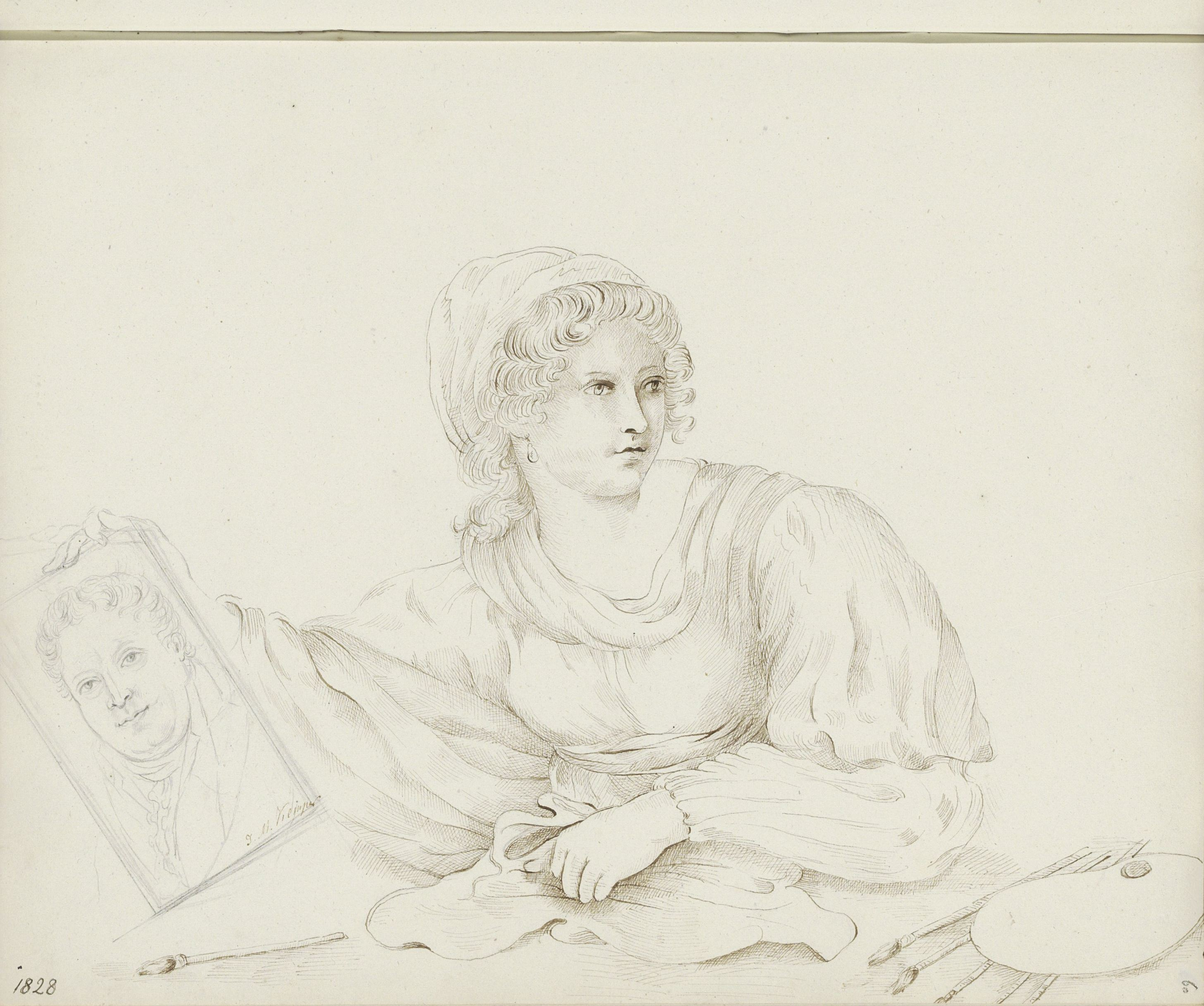
Zelfportret van Elisabeth Kemper met een afbeelding van haar vader

Joan Melchior Kemper trouwde op 18 maart 1798 met Christina de Vries. Het echtpaar kreeg vijf kinderen: Elisabeth, Catharina, Christina, Joan Melchior en Jeronimo. Zijn jongste zoon was waarschijnlijk vernoemd naar het verre familielid Jeronimo de Bosch en zou net zoals zijn vader hoogleraar rechtsgeleerdheid worden. Villa Peking in Baarn fungeerde als het zomerverblijf van de familie Kemper na 1813.

### Gedichten
- De sleutels van Vlissingen overgegeven aan Buonaparte, i.s.m. Samuel Iperusz. Wiselius (anoniem, 1802)
- Zang, bij het begin van het jaar 1804 (1804)
- Phileleutherus Batavus, Aan Bonaparte en de Franschen, toen de eerste erfelijk keizer wierd (1804)

### Politieke stukken
- Brieven over de tegenwoordig in omloop zijnde geruchten omtrent eene nadere vereeniging van de Bataafsehe Republiek met Frankrijk. (anoniem; Amsterdam 1806)
- Drietal Brieven over de wet van 14 Mei 1814, betrekkelijk het herstel van Hollands Finantien. (Amsterdam 1814)

- Redevoeringen over den invloed van een onafhankelijk volksbestaan op de letteren en schoone kunsten, en over den invloed van den geest des tijds op de beoefening der letteren en wetenschappen. (Amsterdam 1814)
- Proeve over den invloed der Staatkundige gebeurtenissen en der Godsdienstige en Wijsgeerige begrippen, sedert ruim vijf en twintig jaren, op de ware verlichting in het godsdienstige en zedelijke van de volken van Europa. Met goud bekroond door Teyler's godgeleerd genootschap en in het 28ste deel van deszelfs werken. (Haarlem 1818/1819)

### Rechtskundige stukken
- De jure naturae immutabili et aeterno (Harderwijk, 1799)
- De prudentia civili in promovenda eruditione (Harderwijk, 1801)
- Crimineel wetboek voor het koningrijk Holland, vergeleken met het tot nu toe in acht genomen Romeinsch en Nederlandsch regt, 1ste deel. (Amsterdam 1809)
- Jaarboeken van het Fransche Regt en de Fransche Regtsgeleerdheid. (vier delen, Amsterdam 1812 & 1813)
- Verzameling van Wetten en Decreten, betrekking hebbende tot de inlijving en organisatie der Hollandsche Departementen. (Den Haag 1813)
- Advijs over de Haringvisscherij bij de overweging der wet van 18 Maart 1818 over dit onderwerp. (Amsterdam 1818)
- Geschiedenis der deliberatiën over het ontwerp van het Burgerlijk Wetboek voor het koningrijk der Nederlanden (Den Haag, 1820)

### Overig
- Hieronymo Bosschio ejusque Bibliotheca, geplaatst voor den Catalogus librorum, qui studiis inservierunt viri celeberrimi Hieronymi de Bosch, Academiae Lugdunensis Curatoris etc. (Amsterdam 1812)
- Over de lotgevallen van onzen leeftijd een voorbeeld opleverende hetwelk de volken en inzonderheid de Nederlanders, nimmer moeten verwaarloozen. Naar het latijn, door Mr. C.J. van Assen. (Den Haag 1816)
- Lijkrede op Mr. H.C. Cras, vóór diens Nagelatene Verhandelingen en Redevoeringen. (Amsterdam 1822)
- Memoria H.C. Crassii rite celebrata. Opgenomen in de Wérken van het Instituut, en overgedrukt. (Amsterdam 1825)